# Championnats du monde de pentathlon moderne 2017
Navigation
Édition précédente Édition suivante
Les championnats du monde de pentathlon moderne 2017, soixante-et-unième édition des championnats du monde de pentathlon moderne, ont lieu du 21 au 29 août 2017 au Caire, en Égypte.

## Médaillés

### Hommes
| Épreuves                       | Or                                          | Or        | Argent                                                    | Argent    | Bronze                                              | Bronze    |
| ------------------------------ | ------------------------------------------- | --------- | --------------------------------------------------------- | --------- | --------------------------------------------------- | --------- |
| Individuel résultats détaillés | Corée du Sud Jung Jin-hwa                   | 1 400 pts | Hongrie Robert Kasza                                      | 1 393 pts | Lituanie Justinas Kinderis                          | 1 382 pts |
| Relais résultats détaillés     | Corée du Sud Hwang Woo-jin Jun Woong-tae    | 1 422 pts | Allemagne Alexander Nobis Christian Zillekens             | 1 419 pts | Biélorussie Ilya Palazkov Pavel Tsikhanau           | 1 407 pts |
| Par équipes                    | Égypte Eslam Hamad Ahmed Hamed Yasser Hefny | 3 163 pts | Biélorussie Kirill Kasyanik Ilya Palazkov Pavel Tsikhanau | 3 160 pts | Russie Kirill Belyakov Ilia Frolov Aleksander Lesun | 3 158 pts |

### Femmes
| Épreuves                       | Or                                                           | Or        | Argent                                                           | Argent    | Bronze                                              | Bronze    |
| ------------------------------ | ------------------------------------------------------------ | --------- | ---------------------------------------------------------------- | --------- | --------------------------------------------------- | --------- |
| Individuel résultats détaillés | Russie Gulnaz Gubaydullina                                   | 1 292 pts | Hongrie Zsófia Földházi                                          | 1 285 pts | Biélorussie Anastasia Prokopenko                    | 1 281 pts |
| Relais résultats détaillés     | Allemagne Annika Schleu Lena Schöneborn                      | 1 276 pts | Égypte Sondos Aboubakr Mariam Amer                               | 1 243 pts | Japon Rena Shimazu Shino Yamanaka                   | 1 238 pts |
| Par équipes                    | Allemagne Alexandra Bettinelli Annika Schleu Lena Schöneborn | 2 815 pts | Russie Uliana Batashova Gulnaz Gubaydullina Ekaterina Khuraskina | 2 797 pts | Italie Alessandra Frezza Alice Sotero Gloria Tocchi | 2 791 pts |

### Mixte
| Épreuves                   | Or                                        | Or        | Argent                         | Argent    | Bronze                                | Bronze    |
| -------------------------- | ----------------------------------------- | --------- | ------------------------------ | --------- | ------------------------------------- | --------- |
| Relais résultats détaillés | Allemagne Ronja Steinborn Alexander Nobis | 1 391 pts | Égypte Haydy Morsy Eslam Hamad | 1 381 pts | France Julie Belhamri Valentin Belaud | 1 370 pts |

## Résultats détaillés

### Individuel hommes
| Rang                      | Nom                           | Escrime | Escrime | Escrime | Natation      | Natation | Natation | Équitation | Équitation | Équitation | Combiné        | Combiné | Combiné | Total |
| Rang                      | Nom                           | V/D     | Pts     | R       | Temps         | Pts      | R        | Déduction  | Pts        | R          | Temps          | Pts     | R       | Total |
| ------------------------- | ----------------------------- | ------- | ------- | ------- | ------------- | -------- | -------- | ---------- | ---------- | ---------- | -------------- | ------- | ------- | ----- |
| Médaille d'or, monde      | Corée du Sud Jung Jin-hwa     | 25/10   | 250     | 1       | 2 min 1 s 89  | 307      | 3        | 9          | 291        | 8          | 12 min 30 s 90 | 550     | 19      | 1 400 |
| Médaille d'argent, monde  | Hongrie Robert Kasza          | 24/11   | 244     | 3       | 2 min 4 s 04  | 302      | 8        | 7          | 293        | 4          | 12 min 28 s 00 | 552     | 16      | 1 393 |
| Médaille de bronze, monde | Lituanie Justinas Kinderis    | 20/15   | 220     | 8       | 2 min 8 s 52  | 293      | 24       | 10         | 290        | 11         | 12 min 3 s 10  | 577     | 4       | 1 382 |
| 4                         | Allemagne Marvin Dogue        | 18/17   | 208     | 13      | 2 min 12 s 33 | 286      | 32       | 7          | 293        | 5          | 11 min 49 s 70 | 591     | 1       | 1 378 |
| 5                         | Égypte Eslam Hamad            | 21/14   | 226     | 5       | 2 min 5 s 11  | 300      | 11       | 22         | 278        | 24         | 12 min 17 s 70 | 573     | 8       | 1 369 |
| 6                         | Grande-Bretagne Joseph Choong | 22/13   | 232     | 4       | 2 min 0 s 87  | 309      | 1        | 43         | 257        | 29         | 12 min 9 s 90  | 571     | 6       | 1 369 |
| 7                         | Égypte Ahmed Hamed            | 21/14   | 226     | 5       | 2 min 12 s 95 | 285      | 33       | 18         | 282        | 16         | 12 min 10 s 10 | 570     | 7       | 1 367 |
| 8                         | Russie Ilia Frolov            | 19/16   | 214     | 10      | 2 min 11 s 11 | 288      | 28       | 0          | 300        | 2          | 12 min 20 s 20 | 560     | 10      | 1 362 |
| 9                         | Ukraine Pavlo Tymoshchenko    | 21/14   | 226     | 5       | 2 min 8 s 20  | 294      | 23       | 42         | 258        | 27         | 11 min 59 s 60 | 581     | 3       | 1 360 |
| 10                        | Corée du Sud Jun Woong-tae    | 14/21   | 184     | 28      | 2 min 2 s 13  | 306      | 4        | 7          | 293        | 3          | 12 min 7 s 00  | 573     | 5       | 1 358 |

### Relais hommes
| Rang                      | Équipe                                        | Escrime | Escrime | Escrime | Natation      | Natation | Natation | Équitation | Équitation | Équitation | Combiné        | Combiné | Combiné | Total |
| Rang                      | Équipe                                        | V/D     | Pts     | R       | Temps         | Pts      | R        | Déduction  | Pts        | R          | Temps          | Pts     | R       | Total |
| ------------------------- | --------------------------------------------- | ------- | ------- | ------- | ------------- | -------- | -------- | ---------- | ---------- | ---------- | -------------- | ------- | ------- | ----- |
| Médaille d'or, monde      | Corée du Sud Hwang Woo-jin Jun Woong-tae      | 20/12   | 238     | 3       | 1 min 50 s 19 | 330      | 3        | 11         | 289        | 2          | 12 min 15 s 39 | 565     | 4       | 1 422 |
| Médaille d'argent, monde  | Allemagne Alexander Nobis Christian Zillekens | 17/15   | 215     | 8       | 1 min 55 s 07 | 320      | 9        | 3          | 297        | 1          | 11 min 53 s 87 | 587     | 1       | 1 419 |
| Médaille de bronze, monde | Biélorussie Ilya Palazkov Pavel Tsikhanau     | 18/14   | 222     | 5       | 1 min 54 s 03 | 322      | 5        | 17         | 283        | 4          | 12 min 0 s 32  | 580     | 3       | 1 407 |
| 4                         | Russie Ilia Frolov Danil Kalimullin           | 22/10   | 252     | 1       | 1 min 55 s 47 | 320      | 10       | 37         | 263        | 8          | 12 min 18 s 42 | 562     | 6       | 1 397 |
| 5                         | Tchéquie Marek Grych Martin Vlach             | 17/15   | 215     | 8       | 1 min 56 s 47 | 318      | 13       | 48         | 252        | 11         | 11 min 59 s 70 | 581     | 2       | 1 366 |
| 6                         | Bulgarie Todor Mihalev Yavor Peshleevski      | 21/11   | 243     | 2       | 1 min 55 s 85 | 319      | 11       | 55         | 245        | 12         | 12 min 22 s 25 | 558     | 7       | 1 365 |
| 7                         | Pologne Szymon Staśkiewicz Jaroslaw Świderski | 16/16   | 208     | 10      | 1 min 53 s 76 | 323      | 4        | 23         | 277        | 6          | 12 min 24 s 35 | 556     | 8       | 1 364 |
| 8                         | Ukraine Dmytro Kyrpulanskyy Pavlo Zvedeniuk   | 19/13   | 230     | 4       | 1 min 54 s 30 | 322      | 7        | 27         | 273        | 7          | 12 min 44 s 26 | 536     | 10      | 1 361 |
| 9                         | Chine Li Shuhuan Yu Zhang                     | 14/18   | 194     | 13      | 1 min 54 s 10 | 322      | 6        | 22         | 278        | 5          | 12 min 15 s 77 | 565     | 5       | 1 359 |
| 10                        | France Pierre Dejardin Simon Casse            | 17/15   | 218     | 6       | 1 min 56 s 20 | 318      | 12       | 13         | 287        | 3          | 13 min 30 s 43 | 490     | 15      | 1 313 |

### Individuel femmes
| Rang                      | Nom                              | Escrime | Escrime | Escrime | Natation      | Natation | Natation | Équitation | Équitation | Équitation | Combiné        | Combiné | Combiné | Total |
| Rang                      | Nom                              | V/D     | Pts     | R       | Temps         | Pts      | R        | Temps      | Pts        | R          | Temps          | Pts     | R       | Total |
| ------------------------- | -------------------------------- | ------- | ------- | ------- | ------------- | -------- | -------- | ---------- | ---------- | ---------- | -------------- | ------- | ------- | ----- |
| Médaille d'or, monde      | Russie Gulnaz Gubaydullina       | 18/17   | 209     | 15      | 2 min 8 s 93  | 293      | 2        | 1          | 299        | 2          | 13 min 29 s 00 | 491     | 5       | 1 292 |
| Médaille d'argent, monde  | Hongrie Zsófia Földházi          | 20/15   | 220     | 9       | 2 min 10 s 98 | 289      | 3        | 7          | 293        | 10         | 13 min 57 s 50 | 483     | 9       | 1 285 |
| Médaille de bronze, monde | Biélorussie Anastasia Prokopenko | 17/18   | 205     | 18      | 2 min 23 s 25 | 264      | 29       | 7          | 293        | 4          | 13 min 1 s 20  | 519     | 1       | 1 281 |
| 4                         | Allemagne Lena Schöneborn        | 29/6    | 274     | 1       | 2 min 21 s 72 | 267      | 24       | 37         | 263        | 27         | 13 min 53 s 20 | 467     | 19      | 1 271 |
| 5                         | Allemagne Annika Schleu          | 20/15   | 220     | 7       | 2 min 17 s 61 | 275      | 12       | 52         | 248        | 30         | 13 min 1 s 50  | 519     | 2       | 1 262 |
| 6                         | Grande-Bretagne Kate French      | 21/14   | 226     | 6       | 2 min 18 s 26 | 274      | 14       | 7          | 293        | 3          | 13 min 56 s 40 | 464     | 20      | 1 257 |
| 7                         | Hongrie Tamara Aleksejev         | 18/17   | 209     | 14      | 2 min 22 s 66 | 265      | 28       | 7          | 293        | 6          | 13 min 32 s 60 | 488     | 6       | 1 255 |
| 8                         | Chine Bian Yufei                 | 19/16   | 216     | 13      | 2 min 13 s 25 | 284      | 6        | 7          | 293        | 13         | 14 min 1 s 00  | 459     | 22      | 1 252 |
| 9                         | Hongrie Sarolta Kovács           | 16/19   | 197     | 21      | 2 min 8 s 56  | 293      | 1        | 7          | 293        | 5          | 13 min 51 s 10 | 469     | 17      | 1 252 |
| 10                        | Turquie İlke Özyüksel            | 14/21   | 186     | 29      | 2 min 20 s 56 | 269      | 21       | 21         | 279        | 17         | 13 min 5 s 00  | 515     | 3       | 1 249 |

### Relais femmes
| Rang                      | Équipe                                      | Escrime | Escrime | Escrime | Natation      | Natation | Natation | Équitation | Équitation | Équitation | Combiné        | Combiné | Combiné | Total |
| Rang                      | Équipe                                      | V/D     | Pts     | R       | Temps         | Pts      | R        | Déduction  | Pts        | R          | Temps          | Pts     | R       | Total |
| ------------------------- | ------------------------------------------- | ------- | ------- | ------- | ------------- | -------- | -------- | ---------- | ---------- | ---------- | -------------- | ------- | ------- | ----- |
| Médaille d'or, monde      | Allemagne Annika Schleu Lena Schöneborn     | 21/15   | 226     | 1       | 2 min 6 s 67  | 297      | 4        | 13         | 287        | 3          | 13 min 54 s 03 | 466     | 3       | 1 276 |
| Médaille d'argent, monde  | Égypte Sondos Aboubakr Mariam Amer          | 15/21   | 190     | 9       | 2 min 9 s 53  | 291      | 8        | 0          | 300        | 1          | 13 min 56 s 28 | 462     | 4       | 1 243 |
| Médaille de bronze, monde | Japon Rena Shimazu Shino Yamanaka           | 19/17   | 214     | 4       | 2 min 6 s 52  | 297      | 2        | 42         | 258        | 8          | 13 min 51 s 17 | 469     | 2       | 1 238 |
| 4                         | Biélorussie Tatsiana Khaldoba Volha Silkina | 17/19   | 206     | 6       | 2 min 6 s 62  | 297      | 3        | 30         | 270        | 7          | 14 min 7 s 20  | 453     | 5       | 1 226 |
| 5                         | Russie Kseniya Fraltsova Adelina Ibatullina | 12/24   | 173     | 10      | 2 min 3 s 82  | 303      | 1        | 28         | 272        | 6          | 13 min 49 s 85 | 471     | 1       | 1 219 |
| 6                         | Hongrie Kamilla Reti Sarolta Simon          | 19/17   | 214     | 4       | 2 min 17 s 01 | 276      | 10       | 16         | 284        | 4          | 14 min 36 s 27 | 424     | 6       | 1 198 |
| 7                         | Italie Claudia Cesarini Aurora Tognetti     | 17/19   | 197     | 8       | 2 min 8 s 63  | 293      | 6        | 7          | 293        | 2          | 15 min 0 s 68  | 400     | 8       | 1 183 |
| 8                         | Mexique Priscilla Espinoza Tamara Vega      | 17/19   | 202     | 7       | 2 min 10 s 13 | 290      | 9        | 26         | 274        | 5          | 16 min 1 s 31  | 339     | 9       | 1 105 |
| 9                         | Chine Zheng Lishan Zhong Xiuting            | 20/16   | 223     | 3       | 2 min 8 s 12  | 294      | 5        | 300 (EL)   | 0          | 10         | 14 min 55 s 24 | 405     | 7       | 922   |
| 10                        | Corée du Sud Jeong Mi-na Kim Un-ju          | 21/15   | 226     | 1       | 2 min 9 s 03  | 292      | 7        | DNS        | 0          | 10         | DNS            | 0       | 10      | 518   |

### Relais mixte
| Rang                      | Équipe                                         | Escrime | Escrime | Escrime | Natation      | Natation | Natation | Équitation | Équitation | Équitation | Combiné        | Combiné | Combiné | Total |
| Rang                      | Équipe                                         | V/D     | Pts     | R       | Temps         | Pts      | R        | Temps      | Pts        | R          | Temps          | Pts     | R       | Total |
| ------------------------- | ---------------------------------------------- | ------- | ------- | ------- | ------------- | -------- | -------- | ---------- | ---------- | ---------- | -------------- | ------- | ------- | ----- |
| Médaille d'or, monde      | Allemagne Ronja Steinborn Alexander Nobis      | 23/15   | 226     | 4       | 2 min 2 s 54  | 305      | 10       | 7          | 293        | 1          | 12 min 13 s 71 | 567     | 2       | 1 391 |
| Médaille d'argent, monde  | Égypte Haydy Morsy Eslam Hamad                 | 24/14   | 234     | 1       | 2 min 6 s 09  | 298      | 18       | 7          | 293        | 1          | 12 min 24 s 29 | 556     | 6       | 1 381 |
| Médaille de bronze, monde | France Julie Belhamri Valentin Belaud          | 18/20   | 197     | 12      | 2 min 3 s 29  | 304      | 12       | 16         | 284        | 6          | 11 min 55 s 35 | 585     | 1       | 1 370 |
| 4                         | Tchéquie Natalie Dianová Jan Kuf               | 17/21   | 190     | 14      | 1 min 57 s 49 | 316      | 1        | 9          | 291        | 4          | 12 min 13 s 80 | 567     | 3       | 1 364 |
| 5                         | Pologne Oktawia Nowacka Daniel Lawrynowicz     | 23/15   | 228     | 3       | 2 min 4 s 61  | 301      | 17       | 28         | 272        | 10         | 12 min 19 s 92 | 561     | 4       | 1 362 |
| 6                         | Irlande Natalya Coyle Arthur Lanigan O'Keeffe  | 19/19   | 202     | 10      | 1 min 57 s 49 | 316      | 2        | 28         | 272        | 10         | 12 min 24 s 79 | 556     | 7       | 1 346 |
| 7                         | Guatemala Sophia Hernández Charles Fernández   | 19/19   | 207     | 9       | 2 min 3 s 71  | 303      | 15       | 15         | 285        | 5          | 12 min 37 s 42 | 543     | 10      | 1 338 |
| 8                         | Corée du Sud Kim Sun-woo Jun Woong-tae         | 19/19   | 202     | 10      | 1 min 59 s 85 | 311      | 6        | 36         | 264        | 13         | 12 min 20 s 61 | 560     | 5       | 1 337 |
| 9                         | Biélorussie Irina Prasiantsova Kirill Kasyanik | 20/18   | 209     | 6       | 2 min 3 s 77  | 303      | 16       | 37         | 263        | 14         | 12 min 28 s 08 | 552     | 9       | 1 327 |
| 10                        | Lituanie Lina Batulevičiūtė Justinas Kinderis  | 22/16   | 221     | 5       | 2 min 2 s 72  | 305      | 11       | 66         | 234        | 18         | 12 min 25 s 79 | 555     | 8       | 1 315 |

## Tableau des médailles
| Rang  | Nation       | Or | Argent | Bronze | Total |
| ----- | ------------ | -- | ------ | ------ | ----- |
| 1     | Allemagne    | 3  | 1      | 0      | 4     |
| 2     | Corée du Sud | 2  | 0      | 0      | 2     |
| 3     | Égypte       | 1  | 2      | 0      | 3     |
| 4     | Russie       | 1  | 1      | 1      | 3     |
| 5     | Hongrie      | 0  | 2      | 0      | 2     |
| 6     | Biélorussie  | 0  | 1      | 2      | 3     |
| 7     | Japon        | 0  | 0      | 2      | 2     |
| 8     | France       | 0  | 0      | 1      | 1     |
| 8     | Italie       | 0  | 0      | 1      | 1     |
| 8     | Lituanie     | 0  | 0      | 1      | 1     |
| Total | Total        | 7  | 7      | 7      | 21    |